# Krzyż (pismo)
Krzyż – pismo religijno-obyczajowe wydawane w Krakowie w latach 1865–1890. Do roku 1867 redagował je ks. Ludwik Feliks Karczewski, później ks. Walerian Serwatowski, a od numeru 27 z 1868 Wincenty Piksa. Pismo wznowione zostało w roku 1890, kiedy wydano 17 numerów.